# Hippocampus comes
Hippocampus comes is een  straalvinnige vissensoort uit de familie van zeenaalden en zeepaardjes (Syngnathidae). De wetenschappelijke naam van de soort is voor het eerst geldig gepubliceerd in 1849 door Cantor.
Dit zeepaardje komt voornamelijk voor aan de kust van Indonesië en Malakka. Deze soort is voornamelijk zwart en heeft, met gekrulde staart, een lengte van 12 cm. 
De soort staat op de Rode Lijst van de IUCN als Kwetsbaar, beoordelingsjaar 2015. De omvang van de populatie is volgens de IUCN dalend.